# Camponotus jejuensis
Camponotus jejuensis é uma espécie de inseto do gênero Camponotus, pertencente à família Formicidae.